# فرودگاه بین‌المللی خاسینتو لارا
فرودگاه بین‌المللی خاسینتو لارا (به انگلیسی: Jacinto Lara International Airport) یک فرودگاه با کد یاتا BRM است که یک باند فرود آسفالت دارد و طول باند آن ۲۳۸۰ متر است. این فرودگاه در کشور ونزوئلا قرار دارد و در ارتفاع ۶۲۲ متری از سطح دریا واقع شده‌است.

## شرکت‌های هواپیمایی و مقصدهای پروازی
| شرکت‌های هواپیمایی            | مقصدهای پروازی                                       |
| ---------------------------- | ---------------------------------------------------- |
| Aeropostal Alas de Venezuela | سیمون بولیوار                                        |
| Aserca Airlines              | سیمون بولیوار                                        |
| اویور ایرلاینز               | سیمون بولیوار                                        |
| کونویاسا                     | سیمون بولیوار، دل کریبی سانتیاگو «مارینو»، لا چینیتا |
| Perla Airlines               | دل کریبی سانتیاگو «مارینو»                           |